# شباعة (الضالع)
شباعة هي إحدى قرى الجمهورية اليمنية. تتبع جغرافيا لمحافظة الضالع و إداريًا لمديرية جبن. يبلغ تعداد سكانها 1443 نسمة حسب الإحصاء الذي أجري عام 2004.